# Batalla d'Auray
La batalla d'Auray (29 de setembre de 1364) va ser l'enfrontament més important i possiblement el més sagnant de la Guerra de Successió Bretona, conflicte inserit en el molt més gran de la Guerra dels Cent Anys. En aquesta batalla es van enfrontar dues faccions de bretons, recolzades per França i Anglaterra respectivament. La victòria va correspondre a aquest últim bàndol.

## Origen de la batalla
Els problemes de successió dinàstica del ducat de Bretanya que es van suscitar en morir el duc Artur de Dreux no van poder ser resolts per mitjans pacífics, ja que els dos aspirants al tron (Juan de Monfort i Carles de Blois) tenien parcialment raó en les seves reclamacions.
Així va començar, durant la complexa i cruel Guerra dels Cent Anys, el seu conflicte subsidiari, que es coneix com a Guerra de Successió Bretona.
Després de múltiples incidents, llocs, chevauchées, assalts i setges, i l'increïble Combat dels Trenta, es va produir la que seria la batalla final de la guerra: l'enfrontament d'Auray.

## Mobilització i setge
A principi del 1364, havent fallat les negociacions de pau entre les faccions Monfort i bloistes, l'aspirant al ducat de Bretanya, Joan de Monfort, orientat tàcticament per la seva mare Joana de Dreux i amb el suport del seu lloctinent sir John Chandos es va mobilitzar amb les seves tropes anglobretones a la ciutat d'Auray.
La mateixa estava en mans del seu rival en la successió del ducat, el francès Carles de Blois, des del 1342. Guardaven la ciutat tropes bretones que responien a aquest últim, així com un nombrós exèrcit francès, acantonats en el ben defensat castell que dominava el poble.
Monfort va penetrar a la ciutat gairebé sense trobar resistència, però aviat es va veure obligat a posar setge al castell on es concentrava el gruix dels enemics. Decidit a sotmetre'ls per fam, es va ocupar de tallar tota possible línia de proveïments i tota font de subministraments.
Privats d'aigua i aliments, els bloistes es van comprometre a rendir-se si no els arribava ajuda externa per al dia de Sant Miquel (29 de setembre). Mentrestant, Charles de Blois, que es trobava fora del castell i a una distància prudent, es va concentrar a l'est de l'abadia de Lanvaux. El seu comandant militar, el cèlebre Bertrand du Guesclin, es va estacionar amb l'avantguarda francesa a Brandivy.
El dia 28 tant Blois com du Guesclin s'havien establert en el marge esquerre del riu Loc'h, a la vista del castell. Les tropes de Montfort es trobaven entre aquest i el riu, de manera que els anglesos van comprendre que corrien el greu risc de ser atrapats contra les muralles. Per evitar-ho, va ordenar que les seves tropes evacuessin la ciutat d'Auray i desallotgessin les seves posicions sota dels murs del castell, per passar el riu i establir-se a la riba dreta, de cara a l'enemic que estava de l'altre costat.

## Ordre de combat anglès
El dia 29, havent fallat tots els intents de negociació, Carles de Blois va ordenar atacar. El seu exèrcit francobretó gual el riu i es va alinear mirant al sud. Monfort va imitar el seu moviment i va col·locar als seus davant, amb línia d'atac cap al nord.
Joan de Monfort i sir John Chandos comandaven el centre de la línia d'avantguarda, amb Olivier de Crisson a l'ala dreta i Robert Knoll a l'ala esquerra. Per darrere de l'avantguarda es va ubicar una important força de reserva, a punt per intervenir si era necessari.

## Ordre de combat francès
Charles de Blois es va ubicar al centre francès, amb du Guesclin a la dreta i el comte d'Auxerre manant l'ala esquerra. Blois va col·locar després d'aquesta avantguarda unes forces de reserva petites i febles que no va tenir ocasió d'utilitzar.

## Batalla

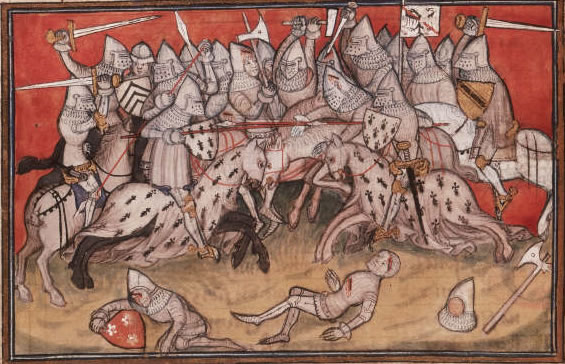
Batalla d'Auray (miniatura de Jean Cuvilier, 1400)

Com era costum en aquest període, els francesos van confiar més en els ballesters que en els arquers com solien fer els anglesos. Els primers van atacar els segons però van ser rebutjats.
A continuació, tots dos comandants -que desitjaven donar fi d'una vegada a aquesta llarga i cruel guerra- van donar a les seves tropes l'ordre de no donar ni demanar quarter i de no preservar les vides dels presoners llevat (com era habitual) d'aquells nobles pels quals es pogués demanar rescat més tard.
L'atac d'infanteria va ser sagnant, perquè el terreny del camp de batalla era tan estret que els guerrers no tenien espai per maniobrar. Blois i els francobretons van portar la iniciativa, i les tres ales de l'exèrcit anglès van ser atacades en forma successiva i sense respir. Tot i això, la poderosa rereguarda organitzada per Joan va poder avançar unes desenes de metres i recompondre la situació, fent retrocedir l'ala dreta francesa.
En no comptar per darrere amb el suport de la seva rereguarda, el flanc dret va ser obligat a girar cap al centre. Poc després va passar el mateix amb l'esquerra francesa. Carles de Blois, en adonar-se que el seu exèrcit quedaria atrapat en la tenalla així formada i seria massacrat, va donar l'ordre de retirada, que en comptats minuts va esdevenir una desordenada fugida a la cursa. Els francesos en fuga van ser caçats per les victorioses forces angleses i Monforte, i la batalla va culminar amb un gran nombre de baixes.

## Destinació de Blois i de Guesclin
Durant la retirada Charles de Blois es va enfrontar amb un soldat anglès que, prenent-se molt a la valenta les instruccions de no deixar presoners, el va matar. Du Guesclin, per la seva banda, es va enfrontar mà a mà amb sir John Chandos. Es va defensar amb valentia, però, havent trencat totes les seves armes, va haver de rendir cavalleresca. En aquest cas la seva vida sí que va ser respectada, i més tard el general francès va ser canviat per un rescat en diners.

## Conseqüències
La batalla d'Auray va acabar amb la Guerra de Successió Bretona, per la simple raó que un dels dos contendents pel ducat de Bretanya (Blois) havia mort sense hereus.
En conseqüència, Joan V de Montfort va rebre el ducat. No obstant això i sorprenentment, en comptes de jurar fidelitat al rei d'Anglaterra (que l'havia ajudat) i donar-li suport en els seus reclams al tron de París, es va convertir immediatament en vassall del rei de França pel Tractat de Gwenrann el 1365.